# Vilho Petter Nenonen
Vilho Petter Nenonen (6. března 1883, Kuopio, Finsko – 17. února 1960, Helsinky) byl finský generál.
Vojenské vzdělání získal v Haminské kadetní škole (1896-1901), v Mihailovově dělostřelecké škole v Sankt-Petěrburgu (1901-1903) a v Sankt-Petěrburské dělostřelecké akademii (1906-1909). Během první světové války sloužil v armádě carského Ruska. Když na počátku roku 1918 vypukla Finská občanská válka, odjel do Finska, kde dostal za úkol vytvořit dělostřelectvo Bílé armády (známé spíše jako Bílé gardy) generála Mannerheima. Po válce mimo jiné vykonával funkci Ministra obrany (1923-1924). Během Pokračovací války byl jedním z nejbližších spolupracovníků generála Mannerheima. V roce 1941 byl povýšen na generála dělostřelectva.
Nenonen vybudoval dělostřelectvo Finské armády, stejně jako dělostřeleckou taktiku, která se ukázala být rozhodujícím faktorem pro (defenzivní) vítězství Finů v bitvě v oblasti Tali-Ihantala v roce 1944. Vzorce pro výpočty drah střel, které vyvinul, jsou dodnes používány u moderního dělostřelectva.
V roce 1945 byl vyznamenán Mannerheimovým křížem.